# Driss Basri
Driss Basri (àrab: إدريس البصري, Idrīs al-Baṣrī) (Settat, 8 de novembre de 1938 − París, 17 d'agost de 2007) va ser un polític marroquí qui es va exercir com a ministre de l'Interior de 1979 a 1999. Després de la mort del general Mohammed Oufkir el 1972, i de la d'Ahmed Dlimi el 1983, Driss Basri va esdevenir la mà dreta de Hassan II i el número dos del règim des del començament de la dècada de 1980 fins a finals de la dècada de 1990. El seu nom ha estat associat als dels anys de plom.
La decisió de Mohammed VI de destituir-lo de les seves funcions en 1999 va agitar, durant un temps, grans esperances respecte a la democratització del Marroc. A continuació es va exiliar a París, on va morir de càncer en 2007.

## Carrera
Basri provenia d'una família rural pobra originalment d'un poble a prop de Settat. El seu pare va emigrar a Rabat a treballar com a "chaouch", guardià de baix rang en l'administració. Driss Basri mai va acabar l'escola secundària (no va obtenir el baccalauréat) i es va unir a la policia com a oficial. Gràcies a un parent de Casablanca que era amic i director del gabinet del general Oufkir va ser promogut a principis de 1960 com a director del gabinet d'Ahmed Dlimi, qui va supervisar la policia secreta marroquina (DST, llavors anomenada CAB1). Això va ser durant una època que es va produir la "desaparició" del cap de la Unió Nacional de Forces Populars Mehdi Ben Barka el 1965 a París. Amb 24 anys va estudiar dret, i es va graduar a la Universitat de Grenoble a França. Dlimi va aconsellar Basri que si volia promocionar-se necessitava un títol, aleshoress es va inscriure a la universitat i va obtenir una llicenciatura en dret.
A continuació Basri va ser designat com a Secretari d'Estat per a Afers de l'Interior en 1974, convertint-se en la mà dreta d'Ahmed Dlimi. Basri va esdevenir el puny de ferro de Hassan II durant els anys de plom. El 1979, Driss Basri va ser ascendit al càrrec de ministre de l'Interior en el govern d'Ahmed Osman, càrrec que va ocupar en tots els governs successius fins a 1999. A partir de 1985, va ocupar també el càrrec de Ministre d'Informació. Es va guanyar la confiança de Hassan II, i durant el seu temps al càrrec el Ministeri de l'Interior va arribar a ser conegut com la "mare de tots els ministeris".
Va ser considerat pels seus detractors com un obstacle per a la democratització del Marroc en els anys 1980 i 1990. Se'l va acusar de crear partits "administratius" per contrarestar els partits tradicionals nacionalistes i populars, i de manipular les eleccions a favor dels lleials. Sota el seu terme mandat les manifiestacions van ser durament reprimides per la policia com la de 1981 a Casablanca i la de 1990 a Fes.

## Exili i mort
Tres mesos després que el rei Mohammed VI van pujar al tron el 1999, succeint Hassan II, Basri va ser alliberat de les seves funcions ministerials, el 9 de novembre de 1999. Va anar viure a París. El març de 2004 el seu passaport marroquí es va donar per acabat, el que porta Basri a ser un  estranger il·legal a França. No obstant això, encara va viatjar (a Espanya, etc) i no va ser molestat per la policia francesa.
Pel que sembla Basri es va enemistar amb Fouad Ali El Himma, el millor amic de Mohammed VI (llavors príncep de corona). Tenien relacions conflictives durant el temps en què Himma va treballar al Ministeri de l'Interior.
Basri va ser escoltat pel jutge Patrick Ramaël al maig de 2006 en qualitat de testimoni, en relació amb el segrest de Mehdi Ben Barka. Basri va declarar davant el jutge que no havia estat relacionat amb l'assumpte Ben Barka. Va afegir que "és possible que el Rei en sabés. És legítim pensar que De Gaulle en posseïa alguna informació ...."
Driss Basri va morir a París el 27 d'agost de 2007. Fou enterrat a Rabat el 29 l'agost. L'aleshores ministres de l'interior Chakib Benmoussa fou l'únic representant del govern al funeral.